# Малый Куб

Бассейн реки Веслана

Малый Куб — река в России, протекает в Гайнском районе Пермского края. Устье реки находится в 121 км по левому берегу реки Весляны. Длина реки составляет 15 км.

## Гидрография
Берёт начало в 2 км к северу от истока реки Гарёвка. В верхнем течении течёт в северо-западном направлении, а в среднем и нижнем течениях — на запад и юго-запад. Впадает в реку Весляна примерно в 600 м ниже места впадения реки Большой Куб и примерно в 4,2 км к северо-востоку от посёлка Усть-Чёрная (центр Усть-Черновского сельского поселения).

## Данные водного реестра
По данным государственного водного реестра России относится к Камскому бассейновому округу, водохозяйственный участок реки — Кама от истока до водомерного поста у села Бондюг, речной подбассейн реки — бассейны притоков Камы до впадения Белой. Речной бассейн реки — Кама.
По данным геоинформационной системы водохозяйственного районирования территории РФ, подготовленной Федеральным агентством водных ресурсов:
- Код водного объекта в государственном водном реестре — 10010100112111100001594
- Код по гидрологической изученности (ГИ) — 111100159
- Код бассейна — 10.01.01.001
- Номер тома по ГИ — 11
- Выпуск по ГИ — 1